# Staffan Sasses gränd

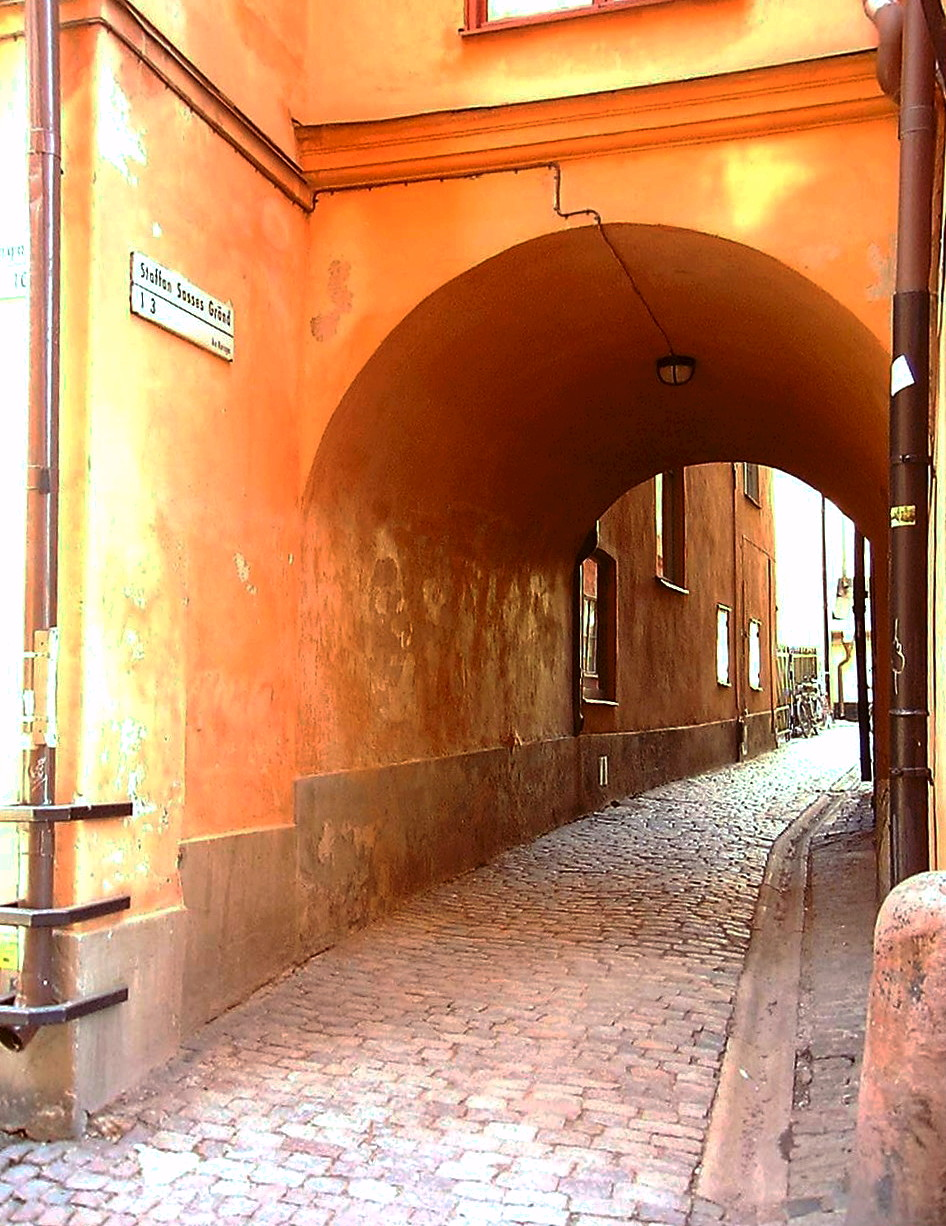
Valvet till Staffan Sasses gränd sett från Köpmangatan.

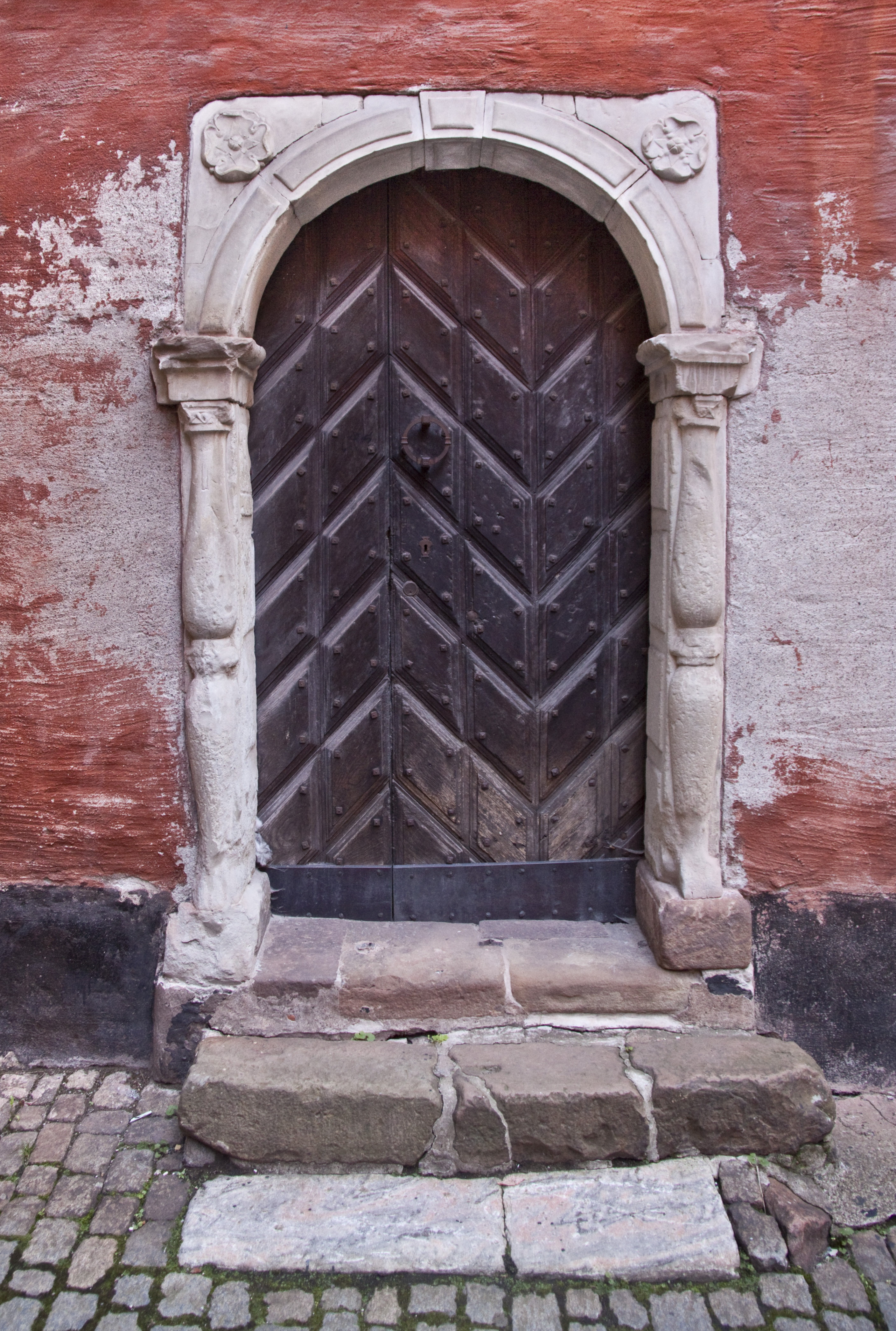
Rosenporten.

 Staffan Sasses gränd  är en gata i Gamla stan i Stockholm. Det är en kort gränd i södra delen av kvarteret Europa som går från Köpmangatan mot norr till en liten gård. 

## Historik
Gatan är uppkallad efter amiralen Staffan Sasse och omnämns 1569 men bytte senare namn till Blasius Dundies gränd efter den skotske köpmannen Blasius Dundi. Den fick så småningom namnet Ignatiigränd efter Ignatius Meurer men år 1925 gavs den åter namnet Staffan Sasses gränd. Väster om Staffan Sasses gränd finns även en annan av Sasses vapenbröder, Peder Fredag som gav namn åt Peder Fredags gränd.
- Nr 8 har en portal som kallas Rosenporten och är daterad till 1580-talet. Karin Månsdotter uppges ha bott här.[1]
- Nr 6 som är dekorerad med en lagerkrans och druvklasar är från 1600–1700-talet.